# Paradoxostoma tauricum
Paradoxostoma tauricum is een mosselkreeftjessoort uit de familie van de Paradoxostomatidae. De wetenschappelijke naam van de soort is voor het eerst geldig gepubliceerd in 1965 door Schornikov.